# Doncourt-lès-Longuyon
Doncourt-lès-Longuyon település Franciaországban, Meurthe-et-Moselle megyében. Lakosainak száma 294 fő (2022. január 1.). Doncourt-lès-Longuyon Baslieux, Beuveille, Pierrepont és Ugny községekkel határos.

## Népesség
A település népességének változása:
| Lakosok száma | 325  | 302  | 241  | 267  | 308  | 307  | 298  | 290  | 288  | 294  |
|               | 1968 | 1982 | 1990 | 2006 | 2013 | 2015 | 2017 | 2019 | 2020 | 2022 |